# Джон Берроуз
Джон Берроуз (англ. John Burroughs; 3 квітня 1837 — 29 березня 1921) — американський натураліст, есеїст, активіст природоохоронного руху в США.
За словами його біографа Едварда Ренегана, спеціалізація Берроуза була не стільки як науковця-натураліста, скільки як «літературного натураліста, який зобов'язаний записувати своє унікальне сприйняття світу природи». Результатом стала маса праць, резонанс яких із тональністю тодішнього культурного моменту пояснює як його популярність у той час, так і його відносну невідомість відтоді.

## Раннє життя та шлюб
Берроуз був сьомим із десяти дітей в родині Чонсі та Емі Келлі Берроуз. Він народився на сімейній фермі в горах Катскілл, поблизу міста Роксбері в окрузі Делавер штату Нью-Йорк. У дитинстві він проводив багато часу на схилах гори Олд-Кламп, дивлячись на схід і вищі вершини Катскіллс, особливо на гору Слайд, про яку він пізніше напише. Працюючи на сімейній фермі, він був зачарований весняними поверненнями птахів та іншими явищами дикої природи, спостерігав за жабами та джмелями тощо. У пізніші роки він пояснював свою любов до природи і спорідненість із сільським життям своїм дитинством на фермі.
У підлітковому віці Берроуз виявляв неабиякий інтерес до навчання. Серед однокласників Берроуза був майбутній фінансист та залізничний магнат Джей Гулд, один із найбагатших американців кінця XIX століття. Батько Берроуза вважав, що базової освіти, наданої в місцевій школі, достатньо, і відмовився підтримати молодого Берроуза, коли той попросив грошей, щоб заплатити за книги або вищу освіту, яку він хотів. У віці 17 років Берроуз пішов з дому, щоб заробити кошти, необхідні для навчання в коледжі, викладаючи у школі в місті Олів сусіднього округу Ольстер.
З 1854 по 1856 рік Берроуз чергував періоди викладання з періодами навчання у вищих навчальних закладах, включаючи Куперстаунську семінарію. Він покинув семінарію та завершив навчання в 1856 році. Берроуз продовжував викладати до 1863 року. У 1857 році він залишив посаду викладача в селі Баффало-Гроув у штаті Іллінойсі, щоб шукати роботу ближче до дому, через «дівчину, яку залишив позаду». 12 вересня 1857 року Берроуз одружився з Урсулою Норт (1836—1917). Пізніше Берроуз став атеїстом зі схильністю до пантеїзму.

## Кар'єра
Улітку 1860 року Берроуз уперше проявив себе як письменник, коли Atlantic Monthly, тоді ще досить нове видання (нині один із найреспектабельніших літературних журналів США), прийняло його есей Expression. Редактор Джеймс Рассел Ловелл знайшов есей настільки схожим на роботу видатного письменника Емерсона, що спочатку подумав, що Берроуз сплагіатив свого давнього знайомого. Бібліографічні покажчики Poole's Index і Hill's Rhetoric обидва навіть назвали Емерсона автором есея.
У 1864 році Берроуз погодився на посаду клерка в Міністерстві фінансів; згодом він стане федеральним банківським інспектором, працюючи в цій професії до 1880-х років. Весь цей час Берроуз продовжував публікувати есеїстику, зацікавився поезією Волта Вітмена, з яким познайомився у Вашингтоні в листопаді 1863 року та з яким вони стали близькими друзями.
Вітмен заохочував Берроуза розвивати своє природниче письменство, а також філософські та літературні есеї. У 1867 році Берроуз опублікував «Нотатки про Волта Вітмена як поета і людину», першу біографію та критичну роботу про поета, яка була переглянута та анонімно відредагована самим Вітменом перед публікацією. Чотири роки потому бостонське видавництво Hurd & Houghton опублікувало Wake-Robin (1871) — першу збірку есеїв Берроуза про природу.
У січні 1873 року Берроуз виїхав з Вашингтона до Нью-Йорка. Наступного року він купив ферму площею 9 акрів (3,6 га) у селі Вест-Парк, штат Нью-Йорк (нині це частина міста Есоупес), де побудував свій маєток «Рівербі». Там він вирощував різні культури, перш ніж зрештою зосередився на столових сортах винограду. Він продовжував писати і ще кілька років працював експертом федерального банку. У 1895 році Берроуз купив додаткову землю поблизу «Рівербі», де разом із сином Джуліаном побудував будиночок у стилі Адірондак, який назвав «Слебсайдс». У ньому він писав, вирощував селеру та розважав відвідувачів, у тому числі студентів місцевого Коледжу Вассара. На початку XX століття Берроуз відреставрував старий фермерський будинок неподалік від місця свого народження і назвав його «Вудчак-Лодж» («Хатинка Вудчака»). Це стало його літньою резиденцією до самої смерті.
В останні роки життя Берроуз спілкувався із багатьма відомими особами свого часу, включаючи президента США Теодора Рузвельта, ідеолога природоохоронного руху Джона М'юра, автоконструктора і підприємця Генрі Форда (який подарував йому автомобіль, один із перших у долині Гудзона), бізнесмена Гарві Фаєрстоуна та винахідника Томаса Едісона. У 1899 році Берроуз брав участь в експедиції Едварда Гаррімана на Аляску.
За словами Форда, «Джон Берроуз, Едісон і я з Гарві С. Фаєрстоуном кілька разів подорожували як бродяги. Ми їздили в караванах і спали під полотном. Одного разу ми мандрували як цигани через Адірондак і знову через Аллегені, прямуючи на південь».
У 1901 році Берроуз познайомився з прихильницею, Кларою Баррус (1864—1931). Вона була лікарем у державній психіатричній лікарні в Міддлтауні, штат Нью-Йорк. Кларі було 37 років і вона була майже вдвічі молодша за нього. Вона була великою любов'ю його життя і, зрештою, його літературною виконавицею (особою, якій довірено управління документами та неопублікованими творами померлого автора). Вона переїхала в його будинок після смерті Урсули в 1917 році. У 1931 році Клара опублікувала «Вітмен і Берроуз: Товариші» англ. (Whitman and Burroughs: Comrades), спираючись на розповіді сучасників і листи, щоб задокументувати дружбу Берроуза з поетом Волтом Вітменом.

### Суперечка фальсифікаторів природи
У 1903 році, опублікувавши статтю під назвою «Справжня і фіктивна природна історія» в Atlantic Monthly, Берроуз розпочав широку літературну дискусію, відому як полеміка про фальсифікаторів природи (англ. nature fakers controversy). Нападаючи на популярних письменників того часу, таких як Ернест Сетон, Чарльз Робертс і Вільям Лонг за їхні фантастичні зображення дикої природи, він також засудив бурхливий жанр «натуралістичних» історій про тварин як «жовту журналістику лісу». Суперечка тривала чотири роки, в ній брали участь американські екологічні й політичні діячі того часу, включаючи президента Теодора Рузвельта, який був другом Берроуза.

## Творчість
Багато есеїв Берроуза вперше з'явилися в популярних журналах. Він найбільш відомий своїми спостереженнями за птахами, квітами та сільськими сценами, але теми його есеїв також охоплюють релігію, філософію та літературу. Берроуз був рішучим захисником Волта Вітмена та Ральфа Волдо Емерсона, але дещо критично ставився до Генрі Девіда Торо, хоча й схвалював багато його якостей. Досягнення Берроуза як письменника були підтверджені обранням його членом Американської академії мистецтв та літератури.
Деякі есеї Берроуза були написані під час поїздок до рідного Катскілла. Наприкінці 1880-х років в есеї «Серце південного Кетскілла» (англ. The Heart of the Southern Catskills) він описав сходження на гору Слайд, найвищу вершину хребта Катскілл. Говорячи про вид з вершини, він писав: «Творіння людини применшуються, і проявляються оригінальні риси величезної земної кулі. Кожен окремий об'єкт або точка є карликовими; долина Гудзона — це лише зморшка на земній поверхні. Ви з почуттям подиву виявляєте, що велика річ — це сама земля, яка простягається в кожній руці так далеко за межами вашого розуму». Перше речення цієї цитати зараз розміщено на табличці в пам'ять про Берроуза на вершині гори, на скелі, відомому як виступ Берроуза. Слайд і сусідні гори Корнелл і Віттенберг, на які він також піднявся, отримали загальну назву хребта Берроуз.
Інші есеї Кетскілла розповідали про пструга нахлистом, про походи через гору Пікамус і хребет Мілл-Брук, а також про сплав східним рукавом річки Делавер. Саме завдяки цьому він досі відомий у цьому регіоні, хоча багато подорожував і писав про інші регіони та місцини, а також коментував природничі суперечки того часу, такі як теорія природного добору. Берроуз працював над філософськими та літературними питаннями і написав ще одну книгу про Вітмена в 1896 році, через чотири роки після смерті поета.

## Риболовля
З юності Берроуз був затятим рибалкою, відомим серед рибалок Кетскілла. Хоча він ніколи не писав книг про рибальство, проте створив кілька видатних рибальських есеїв. Найпомітнішою з них була «Крапчастий пструг» (англ. Speckled Trout), який з'явився в Atlantic Monthly в жовтні 1870 року, а пізніше був опублікований в In The Catskills. У «Крапчастому пструзі» Берроуз розповідає про свій досвід рибалки та славить пстругів, струмки й озера Катскілл.

## Смерть і спадок
Берроуз мав хороше фізичне та психічне здоров'я протягом останніх років життя, лише за кілька місяців до смерті він почав відчувати провали в пам'яті та виявляти загальні ознаки похилого віку, включаючи зниження функції серця. У лютому 1921 Берроуз переніс операцію з видалення абсцесу з грудей. Після цієї операції стан його здоров'я невпинно погіршувався. Берроуз помер 29 березня 1921 року в поїзді біля Кінгсвілла, штат Огайо. Берроуз був похований у Роксбері, штат Нью-Йорк, напередодні свого 84-го дня народження біля підніжжя скелі, на якій він грав у дитинстві і яку ніжно називали «Скеля юності». Рядок, який він написав багато років тому, викарбуваний на табличці, яка позначає місце: «Я стою серед вічних шляхів». У 1962 році Woodchuck Lodge було визнано національною історичною пам'яткою. Рівербі та Слейбсайдс були також визначені в 1968 році. Усі три занесені до Національного реєстру історичних місць.
Після смерті Бероуза в 1921 році його пам'ять вшановує Асоціація Джона Берроуза (англ. John Burroughs Association), яка утримує заповідник Джона Берроуза у Вест-Парку, штат Нью-Йорк, ділянку землі площею 170 акрів, що оточує Slabsides, і щороку нагороджує медаллю «автора видатної книги з природної історії».
На честь Берроуза названо тринадцять американських шкіл, включаючи державні та приватні школи у Вашингтоні (округ Колумбія), Талсі (Оклахома), Міннеаполісі (Міннесота), Мілуокі (Вісконсін), Лос-Анджелесі та Бербанку (Каліфорнія), Сент-Луїсі (Міссурі). На його честь названа гора Берроуз у національному парку Маунт-Рейнір. Медаллю імені Джона Берроуза Асоціація Джона Берроуза публічно визнає добре написані та ілюстровані публікації з природознавства, кожного року медаль вручається автору видатної книжки з природничої історії, вручення відбувається під час щорічних зборів Асоціації в перший понеділок квітня.
Бойскаути, які відвідують скаутський резерват Seven Ranges у Кенсінгтоні, штат Огайо, можуть отримати нагороду імені Берроуза. Вимоги для отримання цієї нагороди вимагають достатніх знань у галузі рослин, гірських порід і мінералів, астрономії та тварин. Нагорода має три рівні: бронзовий, золотий і срібний — найвищий. Кожен рівень вимагає додаткових знань у природничіх галузях.
На честь натураліста названий струмок Берроуз-Крік в окрузі Сент-Луїс, штат Міссурі.

## Відомі цитати
- Царство Небесне — це не місце, а стан душі
- Стрибни, і сітка з'явиться
- Людина може терпіти невдачі багато разів, але вона не є невдахою, поки не почне звинувачувати когось іншого
- Найменша дія краща за найбільший намір

## Праці
Повне зібрання творів Джона Берроуза налічує 23 томи. Перший том, Wake-Robin, був опублікований у 1871 році, а наступні томи виходили регулярно, поки останній том, The Last Harvest, не був опублікований у 1922 році. Останні два томи, Under the Maples і The Last Harvest, були опубліковані посмертно Кларою Баррус. Берроуз також опублікував біографію натураліста Джона Джеймса Одюбона, мемуари про свій похід до Єллоустоуна з президентом Теодором Рузвельтом і том поезії під назвою «Птах і гілка».
| Рік  | Назва                                                           | Назва англійською мовою                                   |
| ---- | --------------------------------------------------------------- | --------------------------------------------------------- |
| 1867 | Нотатки про Волта Вітмена, як поета та людину                   | Notes on Walt Whitman as Poet and Person                  |
| 1871 | Вейк Робін                                                      | Wake Robin                                                |
| 1875 | Зимове сонце                                                    | Winter Sunshine                                           |
| 1877 | Птахи і поети                                                   | Birds and Poets                                           |
| 1879 | Сарана і дикий мед                                              | Locusts and Wild Honey                                    |
| 1881 | Пепактон                                                        | Pepacton                                                  |
| 1884 | Свіжі поля                                                      | Fresh Fields                                              |
| 1886 | Прикмети та пори року                                           | Signs and Seasons                                         |
| 1889 | Дослідження в приміщенні                                        | Indoor Studies                                            |
| 1894 | Рівербі                                                         | Riverby                                                   |
| 1896 | Птахи і бджоли та інші дослідження природи                      | Birds and bees and other studies in nature                |
| 1896 | Вітмен: дослідження                                             | Whitman: A Study                                          |
| 1900 | Світло дня                                                      | The Light of Day                                          |
| 1900 | Вивірки та інші хутроносці                                      | Squirrels and Other Fur-Bearers                           |
| 1901 | Пісні природи (редактор)                                        | Songs of Nature (Editor)                                  |
| 1902 | Джон Джеймс Одюбон                                              | John James Audubon                                        |
| 1902 | Літературні цінності та інші папери                             | Literary Values and other Papers                          |
| 1904 | Далеко і близько                                                | Far and Near                                              |
| 1905 | Шляхи природи                                                   | Ways of Nature                                            |
| 1906 | Походи та блукання з Рузвельтом                                 | Camping and Tramping with Roosevelt                       |
| 1906 | Птах і гілка                                                    | Bird and Bough                                            |
| 1907 | Пішки та по воді                                                | Afoot and Afloat                                          |
| 1908 | Лист і вусик                                                    | Leaf and Tendril                                          |
| 1912 | Час і зміни                                                     | Time and Change                                           |
| 1913 | Вершина років                                                   | The Summit of the Years                                   |
| 1915 | Дихання життя                                                   | The Breath of Life                                        |
| 1916 | Під яблунями                                                    | Under the Apple Trees                                     |
| 1919 | Поле та дослідження                                             | Field and Study                                           |
| 1920 | Прийняття Всесвіту                                              | Accepting the Universe                                    |
| 1921 | Під кленами                                                     | Under the Maples                                          |
| 1922 | Останній урожай                                                 | The Last Harvest                                          |
| 1922 | Моє дитинство (із заключним словом його сина Джуліана Берроуза) | My Boyhood, with a Conclusion by His Son Julian Burroughs |